# Curtiss XP-46
Le Curtiss XP-46 était un prototype de chasseur américain des années 1940. Il était issu d'un développement entrepris en 1939 par la Curtiss-Wright Corporationn visant à incorporer les meilleures caractéristiques trouvées sur les chasseurs européens à un chasseur qui pourrait assurer la succession du P-40 Warhawk, alors en cours de production.

## Conception et développement
Lorsque le P-40 entra en production, son concepteur, Donovan Berlin, pensait déjà à son successeur. Le P-40 était en fait déjà considéré comme obsolète avant même son entrée en service, et les retours d'expérience de la Seconde Guerre mondiale sur théâtre d'opérations en Europe avaient mis en évidence le besoin de plus de puissance, plus de protection, et d'un armement plus performant.
L'US Army Air Corps (USAAC) se montra emballée par l'idée et publia une circulaire de proposition (CP 39-13) qui servit de base pour une commande placée le 29 septembre 1939, concernant la fabrication de deux prototypes désignés XP-46 et portant les numéros de série 40-3053 et 40-3054. Les exigences de contrat faisaient mention d'un avion monomoteur monoplan à aile basse, légèrement plus petit que le P-40, avec une voie large et un train d'atterrissage rétractable. Le moteur sélectionné était l'Allison V-1710-39, un V12 de 1 150 ch (858 kW). L'armement prévu comprenait deux mitrailleuses synchronisées Browning M2 de 12,7 mm (calibre .50) dans le nez de l'avion, ainsi que de la place pour l'installation de huit mitrailleuses de 7,62 mm (calibre .30) dans les ailes, ce qui faisait alors du XP-46 le chasseur américain le mieux armé du moment.
Seulement un mois après la commande initiale, l'USAAC rajouta une demande pour des réservoirs de carburant auto-obturants et 29 kg de blindage, ce qui en contrepartie affecterait un peu les performances globales de l'appareil. La vitesse maximale attendue pour l'avion tout équipé était un optimiste 659 km/h à une altitude de 15 000 ft (4 572 m).
Afin de gagner du temps et de pouvoir mettre en l'air un avion aussi vite que possible, Curtiss décida de construire et livrer le deuxième prototype (40-3054) sans armement, ni radio, et le désigna XP-46A. Seul le premier prototype reçut un équipement complet.

## Essais
En 1940, la British Purchasing Commission (en), une organisation de gestion d'achats militaires britannique, passa une commande pour le P-46 comme remplaçant du P-40, le nom de « Kittyhawk » étant alloué par le Ministère de l'Air (Air Ministry) en anticipation de la réception de l'avion.
Toutefois, l'USAAC demanda à Curtiss en juillet 1940 – alors que les prototypes XP-46 étaient en cours de construction – de donner la priorité à une version améliorée du P-40, utilisant le moteur prévu pour le XP-46. Cette manœuvre permettrait également d'éviter les perturbations infligées aux chaînes de montage par le passage à une nouvelle cellule d'avion. La commande britannique pour le P-46 fut plus tard annulée, et le nom de Kittyhawk fut ensuite donné au P-40 amélioré, qui était également désigné P-40D.
Les deux prototypes, désignés XP-46 et XP-46A, furent néanmoins livrés à l'USAAC, et le premier vol fut effectué le 15 février 1941 par le deuxième prototype, celui dépourvu d'armement et de radio. Les performances de cet avion furent toutefois bien décevantes, avec une vitesse maximale atteignant péniblement les 659 km/h à 12 200 ft (3 718 m), alors que cette vitesse était celle prévue pour un avion avec un équipement complet. Le premier prototype, qui lui était doté de la totalité de son équipement, vola pour la première fois le 29 septembre 1941. Sans surprise, l'avion étant encore plus lourd que le deuxième prototype, ses performances furent tout simplement désastreuses, avec un maigre 571 km/h atteint à 12 200 ft (3 718 m). Comme les performances de l'avion étaient inférieures au P-40 alors déjà en service, le P-46 n'offrait aucune amélioration significative par rapport au P-40, et le programme fut annulé.
Un mythe affirme que les travaux pour la conception du XP-46 servirent de base pour la conception du North American NA-73X – le prototype du P-51 Mustang. Alors que North American Aviation (NAA) avait acheté les données aérodynamiques concernant les P-40 et XP-46 pour 56 000 dollars, et que certaines similarités de conception étaient visibles dans la conception des radiateurs/refroidisseurs d'huile des deux modèles, North American avait en fait déjà effectué des avancées importantes dans la conception de son avion.